# Тосканини, Артуро
Арту́ро Тоскани́ни (итал. Arturo Toscanini; 25 марта 1867, Парма — 16 января 1957, Ривердейл, Нью-Йорк) — итальянский дирижёр, который после 60 лет жил и работал в США. Дирижировал мировыми премьерами таких опер, как «Паяцы» (1892), «Богема» (1896) и «Турандот» (1926). 

## Биография
Родился в семье портного Клаудио Тосканини (23 января 1833, Кортемаджоре — март 1906, Милан) и Паолы Монтани (1840, Парма — 1924). В девять лет он был принят в Королевскую музыкальную школу в Парме. 
Занимаясь в классах виолончели, фортепиано и композиции, получил стипендию в одиннадцать лет, а в тринадцать начал выступать как профессиональный виолончелист. В 1885 году, в 18-летнем возрасте, с отличием окончил консерваторию в Парме по классу виолончели у Л. Карини; ещё в студенческие годы руководил небольшим оркестром, организованным им из соучеников. В качестве виолончелиста участвовал в мировой премьере оперы Джузеппе Верди под названием «Отелло» (1887).
По окончании консерватории был принят в передвижную итальянскую оперную труппу в качестве концертмейстера виолончелей, помощника хормейстера и коррепетитора. В 1886 году труппа отправлялась на зимний сезон в Рио-де-Жанейро; во время этих гастролей, 25 июня 1886 года, из-за пререканий между постоянным дирижёром труппы, менеджерами и публикой Тосканини пришлось встать за дирижёрский пульт при исполнении «Аиды» Верди. Он продирижировал оперой наизусть. Так началась его дирижёрская карьера, которой он отдал около 70 лет.
Первый итальянский ангажемент Тосканини получил в Турине. В течение последующих 12 лет он дирижировал в 20 итальянских городах и городках, постепенно завоевывая репутацию лучшего дирижёра своего времени. Он провел мировую премьеру «Паяцев» Руджеро Леонкавалло в Милане (1892); его пригласили дирижировать первым исполнением «Богемы» Джакомо Пуччини в Турине (1896). С 1896 года выступал также в симфонических концертах; в 1898 впервые в Италии исполнил 6-ю симфонию П. И. Чайковского.
В течение 15 лет Тосканини был ведущим дирижёром миланского театра «Ла Скала». С 1898 по 1903 он делил своё время между зимним сезоном в «Ла Скала» и зимним сезоном в театрах Буэнос-Айреса. Несогласие с художественной политикой «Ла Скала» заставило Тосканини в 1904 году покинуть этот театр, в 1906 он вернулся туда ещё на два года. В 1908 году очередная конфликтная ситуация побудила дирижёра вновь покинуть Милан. 
В течение семи лет (1908—1915) Тосканини был дирижёром «Метрополитен-опера» в Нью-Йорке, где в первый же год провёл мировую премьеру новой оперы Пуччини — «Девушка с Запада». С приходом Тосканини оперный театр в США вышел на мировой уровень. После разрыва отношений с Джеральдиной Фаррар в 1915 году вернулся в Италию, где после окончания Первой мировой войны снова стал главным дирижёром «Ла Скала». Этот период (1921—1929) стал эпохой блестящего расцвета «Ла Скала». Хотя в своё время он согласился поддержать авантюру Габриеле д’Аннунцио и даже принять пост «министра культуры» провозглашённой тем Республики Фиуме, в 1929 году Тосканини надолго покинул Италию, не желая сотрудничать с фашистским режимом.
Ещё с 1927 года Тосканини одновременно работал в США: был главным дирижёром Нью-Йоркского филармонического оркестра, с которым выступал в течение двух предыдущих сезонов как гастролер; после слияния оркестра в 1928 году с Нью-Йоркским симфоническим оркестром вплоть до 1936 года возглавлял объединённый Нью-Йоркский филармонический оркестр. В 1930 он отправился с оркестром в первое европейское турне. В Европе он дважды дирижировал на Вагнеровских фестивалях (1930—1931), на Зальцбургском фестивале (1934—1937); основал свой собственный фестиваль в Лондоне (1935—1939) и дирижировал также на фестивале в Люцерне (1938—1939). В 1936 году он способствовал организации Палестинского оркестра (ныне Израильский филармонический оркестр).
Завершающий и самый публичный период жизни Тосканини, запечатлённый в многочисленных записях, начался в 1937 году, когда он провел первый из 17 сезонов радиоконцертов с Симфоническим оркестром Нью-Йоркского радио (NBC). С этим оркестром он совершил турне по Южной Америке в 1940 году, а в 1950 году объехал США с ансамблем оркестровых музыкантов. Агрессивная реклама корпорации RCA, транслировавшей по радио выступления оркестра, быстро превратила Тосканини в самого знаменитого в Америке дирижёра.
Во время Второй мировой войны дирижировал произведениями некоторых композиторов из союзного США Советского государства. Так, симфонический оркестр NBC под руководством Тосканини 19 июля 1942 года исполнил Симфонию № 7 Дмитрия Шостаковича (это выступление транслировалось по радио), а 13 и 20 октября 1942 года Тосканини с симфоническим оркестром NBC исполнял Симфонию № 1 Тихона Хренникова.
После сезона 1953—1954 Тосканини покинул оркестр Нью-Йоркского радио. Он умер во сне в своём доме в Ривердейле (шт. Нью-Йорк) 16 января 1957. Похоронен в Милане в семейном склепе на Монументальном кладбище. На похоронах дирижёра пришедшая публика пела знаменитый хор «Va', pensiero» из оперы «Набукко» Джузеппе Верди.

## Личная жизнь

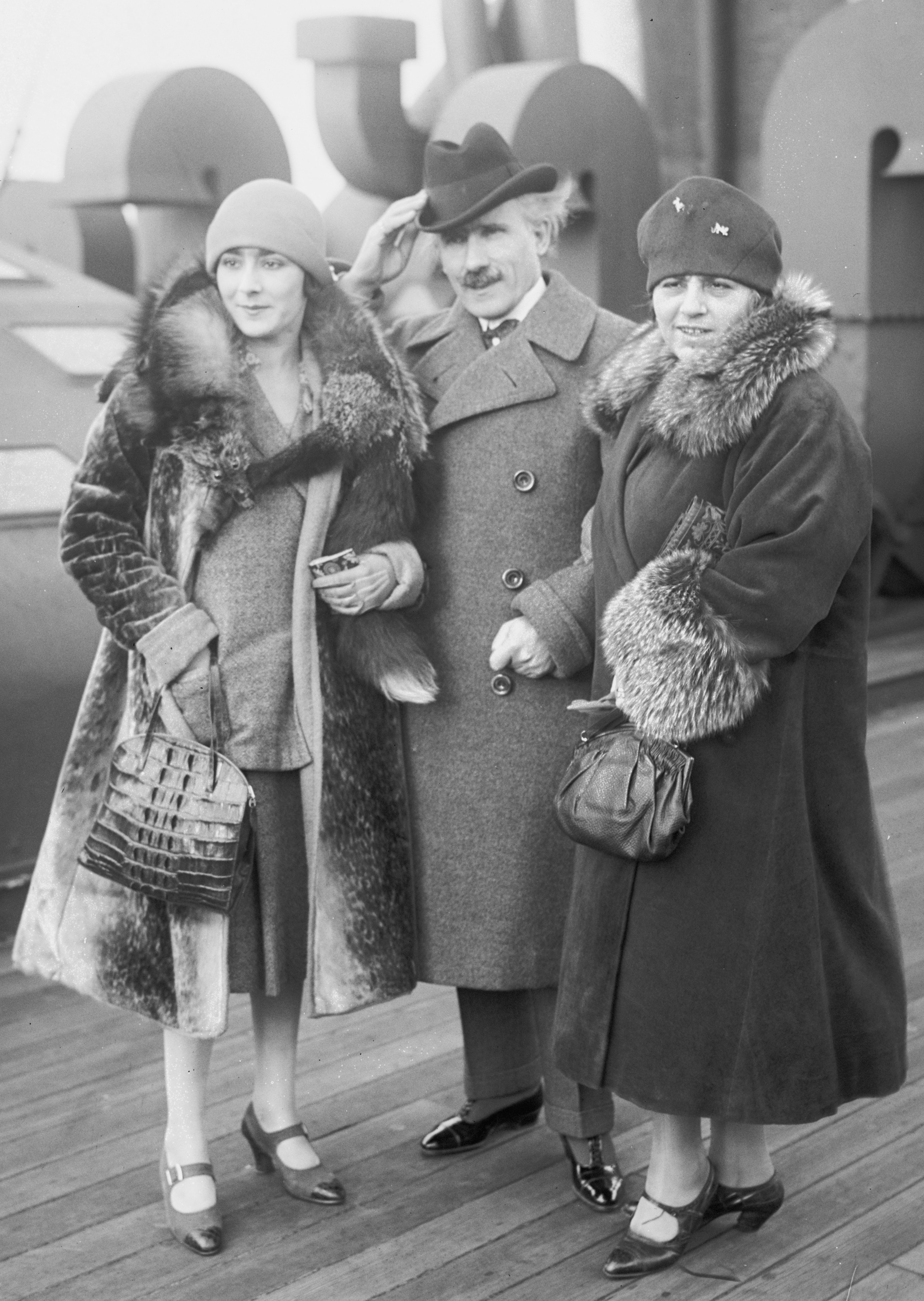
Тосканини с женой и старшей дочерью, 1920-е годы

В 1897 году Тосканини женился на дочери миланского банкира Карле де Мартини (1877 — 23 июня 1951, Милан). В браке имел четверых детей (причём двух старших назвал в честь персонажей своей любимой оперы «Валли»):
- Вальтер (19 марта 1898, Милан — июль 1971), хореограф, муж балерины Лучии Форнароли;
- Валли, в замужестве Кастельбарко (16 января 1900, Милан, Италия, — 08 мая 1991, там же);
- Джорджо (сентябрь 1901, Милан - 10 июня 1906, Буэнос-Айрес), умер еще ребенком от дифтерии;
- Ванда Джорджина (7 декабря 1907, Милан — 21 августа 1998) — жена (с 1933) пианиста Владимира Горовица.

С 1908 по 1915 годы находился в романтической связи с американской певицей Джеральдиной Фаррар. Вынужден был прервать отношения и уехать из США после того, как она ультимативно потребовала его развода с женой и легализации их отношений.

## Признание
Именно оркестры под управлением Тосканини впервые представили публике многие хрестоматийные ныне арии (в диапазоне от Vesti la giubba до Nessun dorma). Его называли «самым знаменитым дирижёром столетия» и «возможно, самым известным дирижёром в истории». В декабре 1949 года итальянский президент Луиджи Эйнауди утвердил дирижёра Тосканини и математика Кастельнуово первыми в истории страны пожизненными сенаторами без политической квалификации (Тосканини два дня спустя отказался от этой чести). 
В последней четверти XX века «культ Тосканини» подвергался критике и несколько потускнел, что частично связано с техническими изъянами звукозаписи его времени. Тем не менее по результатам опроса, проведённого в ноябре 2010 года британским журналом о классической музыке BBC Music Magazine среди ста дирижёров из разных стран, Артуро Тосканини занял восьмое место в списке двадцати наиболее выдающихся дирижёров всех времён. В эту «двадцатку» помимо Тосканини вошли Герберт фон Караян, Евгений Мравинский, Леонард Бернстайн, Бернард Хайтинк, Клаудио Аббадо, Пьер Булез, Вильгельм Фуртвенглер и др. 
Тосканини фигурирует в Зале славы журнала Gramophone.

## В кино
- Молодой Тосканини / Il giovane Toscanini (Италия, Франция), 1988, режиссёр Франко Дзеффирелли
- Toscanini in His Own Words / Тосканини по его собственным словам (документальный), http://www.imdb.com/title/tt1375659/
- The Art of Conducting: Great Conductors of the Past, http://www.imdb.com/title/tt0238044/?ref_=fn_al_tt_2